# Лоспалос
Лоспалос (порт. Lospalos) — город и подрайон на востоке Восточного Тимора. Является административным центром района Лаутен.

## География
Расположен в 150 км к востоку от столицы страны, города Дили.

## Население
Население подрайона Лоспалос по данным на 2010 год составляет 29 236 человек; по данным на 2004 год оно составляло 25 417 человек. Наиболее распространённый язык населения — фаталуку. Средний возраст населения — 17,1 лет. Площадь подрайона составляет 623,93 км².

## Галерея
- Католическая церковь